# Inter FC (Bujumbura)
El Inter FC es un equipo de fútbol de Burundi que juega en la Tercera División de Burundi, la tercera categoría de fútbol en el país.

## Historia
Fue fundado en el año 1927 en la capital Buyumbura y es el club de fútbol más viejo de Burundi, además de ser uno de los equipos fundadores de la Primera División de Burundi en 1963.
Es uno de los equipos más ganadores de la Primera División de Burundi con nueve títulos entre los años 1970 y años 1980, además de haber ganado la Copa de Burundi en dos ocasiones en la década de los años 1980.

## Rivalidades
Tuvo como principal rival es el Vital'O FC, equipo también de la capital Buyumbura en el llamado Clásico de Burundi, ya que ambos equipos dominaron el fútbol nacional por 35 años hasta que el presidente del Inter Jean Bosco Bongo fue encarcelado en 1987, el club decayó dos años después descendiendo de categoría y la rivalidad del Vital'O FC pasó a ser con el AS Inter Star.

## Palmarés
- Primera División de Burundi: 9

1970, 1974, 1975, 1977, 1978, 1985, 1987, 1988, 1989
- Copa de Burundi: 2

1983, 1984